# Ludwig Lallinger
Ludwig Max Lallinger (* 30. September 1908 in Reißing, Bezirksamt Straubing; † 23. Februar 1992 in München) war ein deutscher Politiker der Bayernpartei.

## Leben
Lallinger trat 1926 in den Dienst der Polizei Bayern und wurde nach dem Besuch der sechssemestrigen Verwaltungsakademie als Kriminalpolizist in München verbeamtet.
Im Sommer 1940 wurde der Kriminaloberassistent Lallinger von der Kripo Karlsruhe zum „Einsatzkommando Luxemburg“ abgeordnet.
Am 28. Oktober 1946 beteiligte er sich an der Gründung der Bayernpartei (BP) und war seit 1950 Bezirksvorsitzender in München. Von 1950 bis 1966 war Lallinger Abgeordneter des Bayerischen Landtags. Er war außerdem Aufsichtsratsmitglied der Bayerischen Gemeindebank. In den 1950er Jahren gehörte er auch dem Stadtrat von München an. In dieser Zeit kritisierten Kommunalpolitiker der FDP und der Wählergemeinschaft „Münchner Block“, dass sich Lallingers Tätigkeit bei der Münchner Kriminalpolizei „nur auf die Entgegennahme seines Gehalts“ beschränke. Er solle daher „zur Dienstleistung angehalten werden“.
Innerhalb der BP gehörte er zu der Gruppe prinzipiell CSU-gegnerischer Politiker um Joseph Baumgartner, Jakob Fischbacher, Ludwig Volkholz und Ernst Falkner.

## Auszeichnungen
- Bayerischer Verdienstorden (1964)